# Lee Carsley
Lee Carsley (ur. 28 lutego 1974 w Birmingham, Anglia) – irlandzki piłkarz i trener piłkarski. W latach 1997-2008 reprezentant Irlandii. Uczestnik Mistrzostw Świata 2002. W roku 2024 tymczasowy selekcjoner  reprezentacji Anglii.

## Kariera piłkarska
Lee Carsley urodził się w Birmingham, ale swoją zawodową karierę rozpoczynał w mieście oddalonym o kilkadziesiąt kilometrów od miejsca urodzenia. Trafił do Derby County, w którym zaczynał od kadry juniorskiej. Tam też zaczynał światowej klasy karierę, bo w sezonie 1992/1993 przeszedł o poziom klasy wyższej czyli do seniorów.
Spędzając tam aż siedem sezonów mógł pochwalić się świetnym bilansem statystyk. Rozegrał 138 meczów zdobywając 5 bramek. 22 marca 1999 zgłosiły się po niego władze Blackburn Rovers, które sprowadziły go do siebie za sumę 1,5 milionów funtów. Rozegrał w niej jeden, ale bardzo obfity sezon po którym sprzedano go do drużyny The Championship – Coventry City FC.
Do Everton FC został sprowadzony przez Waltera Smitha za kwotę 1,950,000 funtów 8 lutego 2002. Zaś debiut zaliczył 8 kwietnia przeciwko Tottenham Hotspur FC. Mecz skończył się bezbramkowym remisem. Popularny irlandczyk wiele wniósł do zespołu, a w sezonie 2004/2005 zaliczył najwięcej występów z całego zespołu, dokładnie 41. Walnie przyczynił się do zajęcia przez Everton 4. miejsca na koniec sezonu Premiership i upragnionego awansu do eliminacji Ligi Mistrzów, które zakończyły się niekorzystnie. Pewnie najlepszym momentem Lee w The Toffees było zdobycie przez niego zwycięskiego gola w meczu derbowym z Liverpoolem, za co dostał nagrodę najlepszego gola w sezonie.
28 kwietnia 2010 klub potwierdził, że Carsley opuści Birmingham City po zakończeniu sezonu 2009/2010.

## Kariera reprezentacyjna
Lee Carsley z reprezentacją Irlandii jest związany od 1997 roku, kiedy grał w różnych kategoriach wiekowych. Z kadrą A wystąpił na mistrzostwach świata w Korei i Japonii, gdzie odpadł w 1/8 rundzie. Zagrał we wszystkich meczach.
Obecnie rozegrał w niej czterdzieści spotkań i nie zdobył bramki.